# Блэк, Джеймс
Сэр Дже́ймс Уа́йт Блэк (англ. James Whyte Black; 14 июня 1924, Аддингстон, Шотландия — 22 марта 2010, Лондон) — шотландский фармаколог. Получил известность изучением механизмов действия адрено- и гистаминовых рецепторов. Его исследования привели к созданию нового класса противоязвенных препаратов — блокаторов H2-гистаминовых рецепторов, а также β-адреноблокатора анаприлина. Лауреат Нобелевской премии по физиологии и медицине 1988 года.
Член Лондонского королевского общества (1976), иностранный член Национальной академии наук США (1991).

## Награды
- 1976 — Премия Ласкера — Дебейки за клинические медицинские исследования
- 1978 — Mullard Award[англ.]
- 1979 — InBev-Baillet Latour Health Prize[нем.]
- 1979 — Artois-Baillet Latour Foundation[англ.]
- 1979 — Международная премия Гайрднера
- 1981 — Медаль Джона Скотта
- 1981 — Рыцарь-бакалавр
- 1982 — Премия Вольфа по медицине
- 1983 — Премия Шееле
- 1988 — Нобелевская премия по физиологии и медицине
- 1994 — Ellison–Cliffe Lecture[англ.]
- 2000 — Орден заслуг
- 2004 — Королевская медаль